# Cajanuma

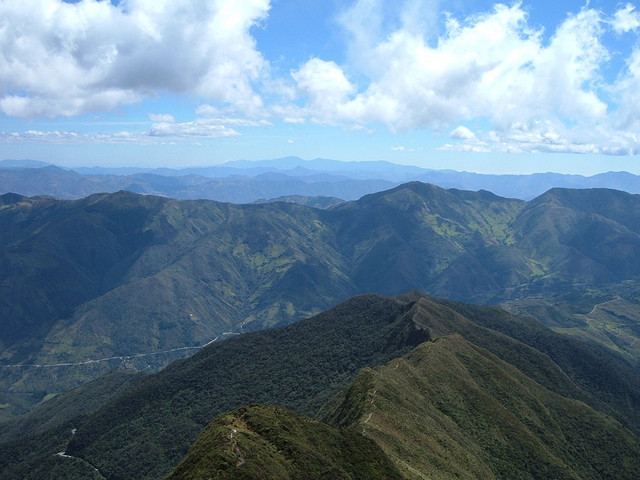
Cajanuma vista desde una montaña.

Cajanuma es una aldea situada en la provincia de Loja, en el sur de Ecuador.
Cajanuma está a una altitud de 2700 m s. n. m. Adentro en la aldea tiene menos de 50 habitantes. En la aldea se encuentra el famoso Parque nacional Podocarpus. Hay abundante vegetación, paisajes y fauna. Al km 1 del recorrido hay una laguna. (En el Parque nacional Podocarpus). Es conocida la Quebrada del Diablo. Está a 8 km de Loja, y a 30 de Vilcabamba.  

## Pristimantis cajanuma
Es una especie de rana pequeña con los flancos negros con grandes puntos blancos. Pristimantis cajanuma es similar a especies del grupo Pristimantis orestes. Es similar a Pristimantis orestes, sin embargo, se distingue fácilmente por la presencia de pliegues dorsolaterales evidentes (ausentes en Pristimantis orestes)

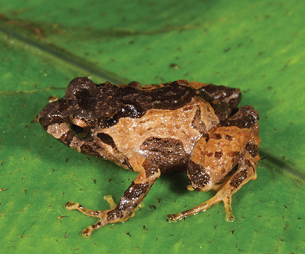
Pristimantis cajanuma.

## Hellinsia cajanuma
Existe un insecto procedente de Cajanuma, una mariposa endémica de la zona llamada Hellinsia cajanuma, mide 26 mm. Vive a 2850 metros, tiene unas alas amarillas con manchas marrones y antenas grises. Crían en octubre.

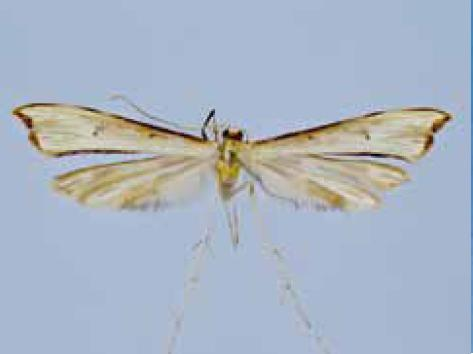
Hellinsia cajanuma